# Sagunt (Gerichtsbezirk)
Der Gerichtsbezirk Sagunt ist einer der 18 Gerichtsbezirke in der Provinz Valencia.
Der Bezirk umfasst 16 Gemeinden auf einer Fläche von 271,20 km² mit dem Hauptquartier in Sagunt.

## Gemeinden
| Gemeinde               | Einwohner (2024) | Fläche km² | Dichte Einw./km² | Cod INE | Postleitzahl |
| ---------------------- | ---------------- | ---------- | ---------------- | ------- | ------------ |
| Albalat dels Tarongers | 1.516            | 21,34      | 71               | 46010   | 46591        |
| Alfara de la Baronia   | 614              | 11,71      | 52               | 46024   | 46594        |
| Algar de Palancia      | 542              | 13,15      | 41               | 46028   | 46593        |
| Algimia de Alfara      | 1.104            | 14,45      | 76               | 46030   | 46148        |
| Benavites              | 661              | 4,27       | 155              | 46052   | 46514        |
| Benifairó de les Valls | 2.318            | 4,35       | 533              | 46058   | 46511        |
| Canet de Berenguer     | 7.771            | 3,84       | 2.024            | 46082   | 46529        |
| Estivella              | 1.631            | 20,92      | 78               | 46120   | 46590        |
| Faura                  | 3.671            | 1,64       | 2.238            | 46122   | 46512        |
| Gilet                  | 3.887            | 11,28      | 345              | 46134   | 46149        |
| Petrés                 | 1.142            | 1,87       | 611              | 46192   | 46501        |
| Quart de les Valls     | 1.040            | 8,43       | 123              | 46101   | 46510        |
| Quartell               | 1.657            | 3,18       | 521              | 46103   | 46510        |
| Sagunt                 | 71.377           | 132,36     | 539              | 46220   | 46500, 46520 |
| Segart                 | 167              | 6,64       | 25               | 46224   | 46592        |
| Torres Torres          | 750              | 11,77      | 64               | 46245   | 46595        |
| Gerichtsbezirk Sagunt  | 99.848           | 271,20     | 368              | –       | –            |